# Prix du rayonnement français
Pour les articles homonymes, voir Prix du rayonnement français (homonymie).
Le prix du rayonnement français récompense une personnalité s'étant illustrée par sa contribution au rayonnement de la langue et de la culture françaises et par la défense de la langue française. Le prix a été remis par le Comité du rayonnement français. Ce comité, fondé à Paris en 1893, fut reconnu « d’utilité publique » en 1904 et a été en 1973 lauréat du prix du rayonnement de la langue et de la littérature françaises.
Installé en Suisse depuis le début des années 1990, le comité vise à favoriser les échanges au sein de la Francophonie. Il a changé son nom en Association suisse pour le rayonnement des cultures francophones en 2002 .

## Lauréats
- 1994 : François Daulte
- 1995 : Maurice Denuzière
- 1996 : Léonard Gianadda, président de la Fondation Gianadda[3]
- 1997 : Armin Jordan
- 1998 : Claude Goretta
- 1999 : Henri Dès
- 2000 : Roger Pfund[1]
- 2001 : Jean Starobinski
- 2002 : Cäsar Menz
- 2003 : Jean-René Bory
- 2004 : Guy Demole
- 2005 : Robert Aymar
- 2006 : Jean-Philippe Rapp
- 2007 : Marc Bonnant[4].
- 2008 : Georges Wod, « Acteur, metteur en scène et directeur de théâtre, en reconnaissance de la passion qu’il a constamment vouée à ses métiers d’acteur et de metteur en scène et à ses responsabilités d’animateur et de directeur du Théâtre de Carouge »
- 2011 : Jean Bonna,  « Banquier privé, collectionneur, mécène et esthète, pour saluer son rôle éminent et inlassable dans la conservation et la promotion de la littérature et de l’art »
- 2013 : Darius Rochebin,  « Journaliste et présentateur du 19h 30 et de l’émission « Pardonnez-moi » sur la RTS, pour son rôle dans l’information et pour sa contribution au rayonnement de la langue et de la culture française en Suisse et à l’étranger ».